# Tony Awards 2022
Die jährlichen Tony Awards wurden 2022 das 75. Mal am 12. Juni 2022 ausgetragen und werden an alle Broadwayproduktionen der Saison 2021–2022 verliehen. Das Event fand in der Radio City Music Hall in New York City statt und wurde in zwei Teilen auf CBS und Paramount+ übertragen. Ariana DeBose hostete die Zeremonie, während Darren Criss und Julianne Hough eine stundenlange Preshow performten. Dies war die erste Zeremonie, die live in allen Zeitzonen der USA ausgetragen wurde.
Die erfolgreichsten Produktionen in dieser Saison waren The Lehman Trilogy und die Neuauflage von Stephen Sondheim´s Company, welche beide fünf Preise erhielt. Darunter auch Best Play für The Lehman Trilogy und Best Revival of a Musical für Company. Der Pulitzer-Preis ging an das Musical A Strange Loop mit elf Nominierungen. Es wurde zum Best Musical gewählt und war seit 42nd Street (1981) das erste Musical, welches Best Musical gewann und insgesamt nur zwei Preise gewann.
Mit ihrer Nominierung für Best Featured Actress in a Musical in Strange Loop ist L Morgan Lee die erste Transgender, die für einen Tony nominiert wurde. Zusätzlich ist Jennifer Hudson die 17. Person, die einen EGOT gewann.

## Informationen
Nach der Rückkehr der Verleihung in den Juni, zum vorherig regulären Termin, wurde der Cast der Verleihung zwischen Paramount+ und CBS aufgeteilt. Paramount+ streamte die einstündige Preshow, welche die Präsentation der ausgewählten Awards beinhaltete. Es folgte die Verleihung, von Ariana DeBose gehostet, welche sowohl auf CBS, als auch auf Paramount+ gestreamt wurden. Zum ersten Mal wurde die Veranstaltung an der Westküste live übertragen.

### Moderation
- Utkarsh Ambudkar
- Skylar Astin
- Zach Braff
- Danielle Brooks
- Danny Burstein
- Len Cariou
- RuPaul Charles
- Jessica Chastain
- Lilli Cooper
- Bryan Cranston
- Wilson Cruz
- Colman Domingo
- Anthony Edwards
- Cynthia Erivo
- Raúl Esparza
- Laurence Fishburne
- Andrew Garfield
- Renée Elise Goldsberry
- Tony Goldwyn
- David Alan Grier
- Vanessa Hudgens
- Jennifer Hudson
- Paris Jackson
- Prince Jackson
- Samuel L. Jackson
- Nathan Lane
- Telly Leung
- Judith Light
- Josh Lucas
- Gaten Matarazzo
- Ruthie Ann Miles
- Patina Miller
- Lin-Manuel Miranda
- Bebe Neuwirth
- Kelli O’Hara
- Sarah Paulson
- Bernadette Peters
- Jeremy Pope
- Billy Porter
- LaTanya Richardson
- Chita Rivera
- Tony Shalhoub
- Phillipa Soo
- Sarah Silverman
- George Takei
- Aaron Tveit
- Adrienne Warren
- Patrick Wilson
- Bowen Yang

### Aufführungen
Quelle:
- „Intermission Song“ / „Today“ – The cast of A Strange Loop
- „Company“ – The cast of Company
- „Like a Rolling Stone“ / „Pressing On“ – The cast of Girl from the North Country
- „Smooth Criminal“ – The cast of MJ
- „A Little Joy“ – The cast of Mr. Saturday Night
- „Seventy-Six Trombones“ – The cast of The Music Man
- „Paradise Square“ / „Let It Burn“ – The cast of Paradise Square
- „Ex-Wives“ / „Six“ – The cast of Six
- „Children Will Listen“ (from Into the Woods) – Bernadette Peters during the tribute to Stephen Sondheim
- „Mame“ (from Mame) – New York City Gay Men’s Chorus during the tribute to Angela Lansbury
- „On the Street Where You Live“ (from My Fair Lady) – Billy Porter during the „In Memoriam“ tribute
- „Touch Me“ – The 2007 cast of Spring Awakening

## Einreichungen
Der Einreichungsschluss für alle Broadwayproduktionen für den Tony Awards für die 2021–22 Saison war der 4. Mai 2022. Hinzuzufügen ist, dass diese auch allen anderen Voraussetzungen entsprechen müssen. Die Nominierungen für die 2022 Tony Awards wurden von Adrienne Warren und Joshua Henry am 9. Mai 2022 präsentiert. Dies sollte bereits am 3. Mai 2022 stattfinden, wurde jedoch aufgrund von Covid-19 verschoben. Eine Nominierung der Neuauflage von West Side Story, welches am 20. Februar 2020 veröffentlicht wurde und aufgrund von zu wenig Nominierenden nicht zu den 74. Tony Awards zugelassen wurde, bekam im September 2021 keine weitere Ausführung
Original plays
- Birthday Candles
- Chicken & Biscuits
- Clyde's
- Dana H.
- Hangmen
- Is This a Room
- Pass Over
- POTUS: Or, Behind Every Great Dumbass Are
 Seven Women Trying to Keep Him Alive
- Skeleton Crew
- The Lehman Trilogy
- The Minutes
- Thoughts of a Colored Man

Original musicals
- A Strange Loop
- Diana
- Flying Over Sunset
- Girl from the North Country
- MJ
- Mr. Saturday Night
- Mrs. Doubtfire
- Paradise Square
- Six

Play revivals
- American Buffalo
- for colored girls who have considered
suicide / when the rainbow is enuf
- How I Learned to Drive
- Lackawanna Blues
- Macbeth
- Plaza Suite
- Take Me Out
- The Skin of Our Teeth
- Trouble in Mind

Musical revivals
- Caroline, or Change
- Company
- Funny Girl
- The Music Man

## Gewinner und Nominierungen
Gewinner sind zuerst aufgelistet und fett geschrieben
| Best Play ‡ | Best Musical ‡ |
| --- | --- |
| - The Lehman Trilogy - Clyde's - Hangmen - Skeleton Crew - The Minutes | - A Strange Loop - Girl from the North Country - MJ - Mr. Saturday Night - Paradise Square - Six |
| Best Revival of a Play ‡ | Best Revival of a Musical ‡ |
| - Take Me Out - American Buffalo - For Colored Girls Who Have Considered Suicide / When the Rainbow Is Enuf - How I Learned to Drive - Trouble in Mind | - Company - Caroline, or Change - The Music Man |
| Best Performance by a Leading Actor in a Play | Best Performance by a Leading Actress in a Play |
| - Simon Russell Beale – The Lehman Trilogy als Henry Lehman - Adam Godley – The Lehman Trilogy als Mayer Lehman - Adrian Lester – The Lehman Trilogy als Emanuel Lehman - David Morse – How I Learned to Drive als Uncle Peck - Sam Rockwell – American Buffalo als Teach - Ruben Santiago-Hudson – Lackawanna Blues als Various - David Threlfall – Hangmen als Harry Wade | - Deirdre O’Connell – Dana H. als Dana H. - Gabby Beans – The Skin of Our Teeth als Sabina - LaChanze – Trouble in Mind als Wiletta Mayer - Ruth Negga – Macbeth als Lady Macbeth - Mary-Louise Parker – How I Learned to Drive als Li'l Bit                                                                                          |
| Best Performance by a Leading Actor in a Musical | Best Performance by a Leading Actress in a Musical |
| - Myles Frost – MJ als MJ - Billy Crystal – Mr. Saturday Night als Buddy Young Jr. - Hugh Jackman – The Music Man als Harold Hill - Rob McClure – Mrs. Doubtfire als Daniel Hillard / Euphegenia Doubtfire - Jaquel Spivey – A Strange Loop als Usher | - Joaquina Kalukango – Paradise Square als Nelly O’Brien - Sharon D. Clarke – Caroline, or Change als Caroline Thibodeaux - Carmen Cusack – Flying Over Sunset als Clare Boothe Luce - Sutton Foster – The Music Man als Marian Paroo - Mare Winningham – Girl from the North Country als Elizabeth Laine                             |
| Best Performance by a Featured Actor in a Play | Best Performance by a Featured Actress in a Play |
| - Jesse Tyler Ferguson – Take Me Out als Mason Marzac - Alfie Allen – Hangmen als Mooney - Chuck Cooper – Trouble in Mind als Sheldon Forrester - Ron Cephas Jones – Clyde's als Montrellous - Michael Oberholtzer – Take Me Out als Shane Mungitt - Jesse Williams – Take Me Out als Darren Lemming                                                                        | - Phylicia Rashad – Skeleton Crew als Faye - Uzo Aduba – Clyde's als Clyde - Rachel Dratch – POTUS als Stephanie - Kenita R. Miller – for colored girls who have considered suicide / when the rainbow is enuf als Lady in Red - Julie White – POTUS als Harriet - Kara Young – Clyde's als Letitia                                   |
| Best Performance by a Featured Actor in a Musical | Best Performance by a Featured Actress in a Musical |
| - Matt Doyle – Company als Jamie - Sidney DuPont – Paradise Square als Washington Henry - Jared Grimes – Funny Girl als Eddie Ryan - John-Andrew Morrison – A Strange Loop als Thought 4 - A. J. Shively – Paradise Square als Owen Duignan | - Patti LuPone – Company als Joanne - Jeannette Bayardelle – Girl from the North Country als Mrs. Neilsen - Shoshana Bean – Mr. Saturday Night als Susan Young - Jayne Houdyshell – The Music Man als Eulalie McKechnie Shinn - L Morgan Lee – A Strange Loop als Thought 1 - Jennifer Simard – Company als Sarah                     |
| Best Direction of a Play | Best Direction of a Musical |
| - Sam Mendes – The Lehman Trilogy - Lileana Blain-Cruz – The Skin of Our Teeth - Camille A. Brown – for colored girls who have considered suicide / when the rainbow is enuf - Neil Pepe – American Buffalo - Les Waters – Dana H. | - Marianne Elliott – Company - Jamie Armitage und Lucy Moss – Six - Stephen Brackett – A Strange Loop - Conor McPherson – Girl from the North Country - Christopher Wheeldon – MJ |
| Best Book of a Musical | Best Original Score (Music and/or Lyrics) Written for the Theatre |
| - A Strange Loop – Michael R. Jackson - Girl from the North Country – Conor McPherson - MJ – Lynn Nottage - Mr. Saturday Night – Billy Crystal, Lowell Ganz und Babaloo Mandel - Paradise Square – Christina Anderson, Larry Kirwan und Craig Lucas | - Six – Toby Marlow und Lucy Moss (Musik und Text) - A Strange Loop – Michael R. Jackson (Musik und Text) - Flying Over Sunset – Tom Kitt (Musik) und Michael Korie (Text) - Mr. Saturday Night – Jason Robert Brown (Musik) und Amanda Green (Text) - Paradise Square – Masi Asare und Nathan Tysen (Text) und Jason Howland (Musik) |
| Best Scenic Design of a Play | Best Scenic Design of a Musical |
| - Es Devlin – The Lehman Trilogy - Beowulf Boritt – POTUS - Michael Carnahan und Nicholas Hussong – Skeleton Crew - Anna Fleischle – Hangmen - Scott Pask – American Buffalo - Adam Rigg – The Skin of Our Teeth | - Bunny Christie – Company - Beowulf Boritt und 59 Productions – Flying Over Sunset - Arnulfo Maldonado – A Strange Loop - Derek McLane und Peter Nigrini – MJ - Allen Moyer – Paradise Square |
| Best Costume Design of a Play | Best Costume Design of a Musical |
| - Montana Levi Blanco – The Skin of Our Teeth - Sarafina Bush – for colored girls who have considered suicide / when the rainbow is enuf - Emilio Sosa – Trouble in Mind - Jane Greenwood – Plaza Suite - Jennifer Moeller – Clyde's | - Gabriella Slade – Six - Fly Davis – Caroline, or Change - Toni-Leslie James – Paradise Square - William Ivey Long – Diana - Santo Loquasto – The Music Man - Paul Tazewell – MJ |
| Best Lighting Design of a Play | Best Lighting Design of a Musical |
| - Jon Clark – The Lehman Trilogy - Joshua Carr – Hangmen - Jiyoun Chang – for colored girls who have considered suicide / when the rainbow is enuf - Jane Cox – Macbeth - Yi Zhao – The Skin of Our Teeth | - Natasha Katz – MJ - Neil Austin – Company - Tim Deiling – Six - Donald Holder – Paradise Square - Bradley King – Flying Over Sunset - Jen Schriever – A Strange Loop |
| Best Sound Design of a Play | Best Sound Design of a Musical |
| - Mikhail Fiksel – Dana H. - Dominic Bilkey und Nick Powell – The Lehman Trilogy - Justin Ellington – for colored girls who have considered suicide / when the rainbow is enuf - Palmer Hefferan – The Skin of Our Teeth - Mikaal Sulaiman – Macbeth | - Gareth Owen – MJ - Simon Baker – Girl from the North Country - Paul Gatehouse – Six - Ian Dickinson for Autograph – Company - Drew Levy – A Strange Loop |
| Best Choreography | Best Orchestrations |
| - Christopher Wheeldon – MJ - Camille A. Brown – for colored girls who have considered suicide / when the rainbow is enuf - Warren Carlyle – The Music Man - Carrie-Anne Ingrouille – Six - Bill T. Jones – Paradise Square | - Simon Hale – Girl from the North Country - David Cullen – Company - Tom Curran – Six - David Holcenberg und Jason Michael Webb – MJ - Charlie Rosen – A Strange Loop |

‡ Der Preis wurde dem Produzenten des Musicals überreicht.

### Nominationen und Preise/Produktion
| Produktion                                                                     | Nominierungen | Auszeichnungen |
| ------------------------------------------------------------------------------ | ------------- | -------------- |
| A Strange Loop                                                                 | 11            | 2              |
| MJ                                                                             | 10            | 4              |
| Paradise Square                                                                | 10            | 1              |
| Company                                                                        | 9             | 5              |
| The Lehman Trilogy                                                             | 8             | 5              |
| Six                                                                            | 8             | 2              |
| for colored girls who have considered suicide / when the rainbow is enuf       | 7             | 0              |
| Girl from the North Country                                                    | 7             | 1              |
| The Music Man                                                                  | 6             | 0              |
| The Skin of Our Teeth                                                          | 6             | 1              |
| Clyde's                                                                        | 5             | 0              |
| Hangmen                                                                        | 5             | 0              |
| Mr. Saturday Night                                                             | 5             | 0              |
| Take Me Out                                                                    | 4             | 2              |
| American Buffalo                                                               | 4             | 0              |
| Flying Over Sunset                                                             | 4             | 0              |
| Trouble in Mind                                                                | 4             | 0              |
| Caroline, or Change                                                            | 3             | 0              |
| Dana H.                                                                        | 3             | 2              |
| How I Learned to Drive                                                         | 3             | 0              |
| Macbeth                                                                        | 3             | 0              |
| POTUS: Or, Behind Every Great Dumbass Are Seven Women Trying to Keep Him Alive | 3             | 0              |
| Skeleton Crew                                                                  | 3             | 1              |
| Diana                                                                          | 1             | 0              |
| Funny Girl                                                                     | 1             | 0              |
| Lackawanna Blues                                                               | 1             | 0              |
| The Minutes                                                                    | 1             | 0              |
| Mrs. Doubtfire                                                                 | 1             | 0              |
| Plaza Suite                                                                    | 1             | 0              |

## Non-competitive awards
Robert E. Wankel wurde für „seine Großzügigkeit und Dienste zum Wohle unserer Broadway-Community über die letzten vier Jahrzehnte, und speziell während globaler Krisen“ mit dem Isabelle Stevenson Award ausgezeichnet. Die Auszeichnung Tony Honors for Excellence in Theatre wurde wieder eingeführt. Sie wurde an die Asian American Performers Action Coalition, Broadway for All, music copyist Emily Grishman, Feinstein's/54 Below, und United Scenic Artists (Local USA 829, IATSE) verliehen. Am 23. Mai 2022 wurde bekanntgegeben, dass Angela Lansbury den Special Tony Award for Lifetime Achievement erhalten wird. Der Regional Tony Award wurde an das Court Theatre vergeben. James C. Nicola, Direktor des New York Theatre Workshop ging nach 34 Jahren in den Ruhestand. Auch er erhielt einen Special Tony Award.

## Rückblick

### Reviews
Die Veranstaltung erhielt größtenteils positive Reviews von Kritikern. Gesammelt von Rotten Tomatoes wurden 6 positive und 2 negative Reviews zu dem Ereignis verfasst. Daraus ergibt sich ein Rating von 75 %
Die Variety lobte Gordon Cox´ Eröffnung des Castes der CBS und DeBoses Performance beim Hosting als „hip und queer und sexy, und es faszinierte die Old-School-Fans so sehr wie es den Broadway als einen Ort erscheinen ließ, wo auch die coolen Kids hingehen möchten.“ Jennifer Vanasco, von NPR, fand auch nur gute Worte für DeBose, als sie schrieb, dass „[…] DeBose alles hosten soll […] Sie war lustig und verspielt, stolzierte durch die Menge und saß auf Andrew Garfields Schoß. Sie war herzergreifend, als sie Tränen liefen ließ, während sie über ihren Theaterlehrer sprach. Sie war ehrlich, und sachte als sie über die Rassenprobleme in der Theaterindustrie redete.“ Jocelyn Noveck, Associated Press, nannte den Cast „lebendig“ und sagte, dass es zeigte, dass „der Broadway zurück ist, mit Schwung und Kreativität. Und er ist hier um zu bleiben. Er braucht nur noch mehr Leute, um die Sitze zu füllen.“
Johnny Oleksinski, New York Post, beschrieb die Show als eine mit „wenig Energie und schlecht gestaltet.“ und schrieb, dass DeBoses „Lieder und Geplänkel forciert und unlustig“ waren. Letztendlich kritisierte er dies heftig als Zeremonie in Tribut an Stephen Sondheim, welchen er als was er im Nachhinein als „viel zu bescheiden insgesamt“ empfand.

### Ratings
Der Cast der CBS wurde von 3,86 Millionen Zuschauern in den USA begleitet. Dies ist eine Steigerung von 39 % zum Cast vom Vorjahr. Dieser war auch der am wenigsten gestreamte Cast der Tony Awards war, seitdem die Zuschauerzahlen aufgezeichnet werden. Wie dem auch sei, sind zwischen dem 73rd Tony Awards, 2019, und dem 75th Tony Awards die Zuschauerzahlen um 29 % gesunken.